# Eduard Schmidt (Maler)

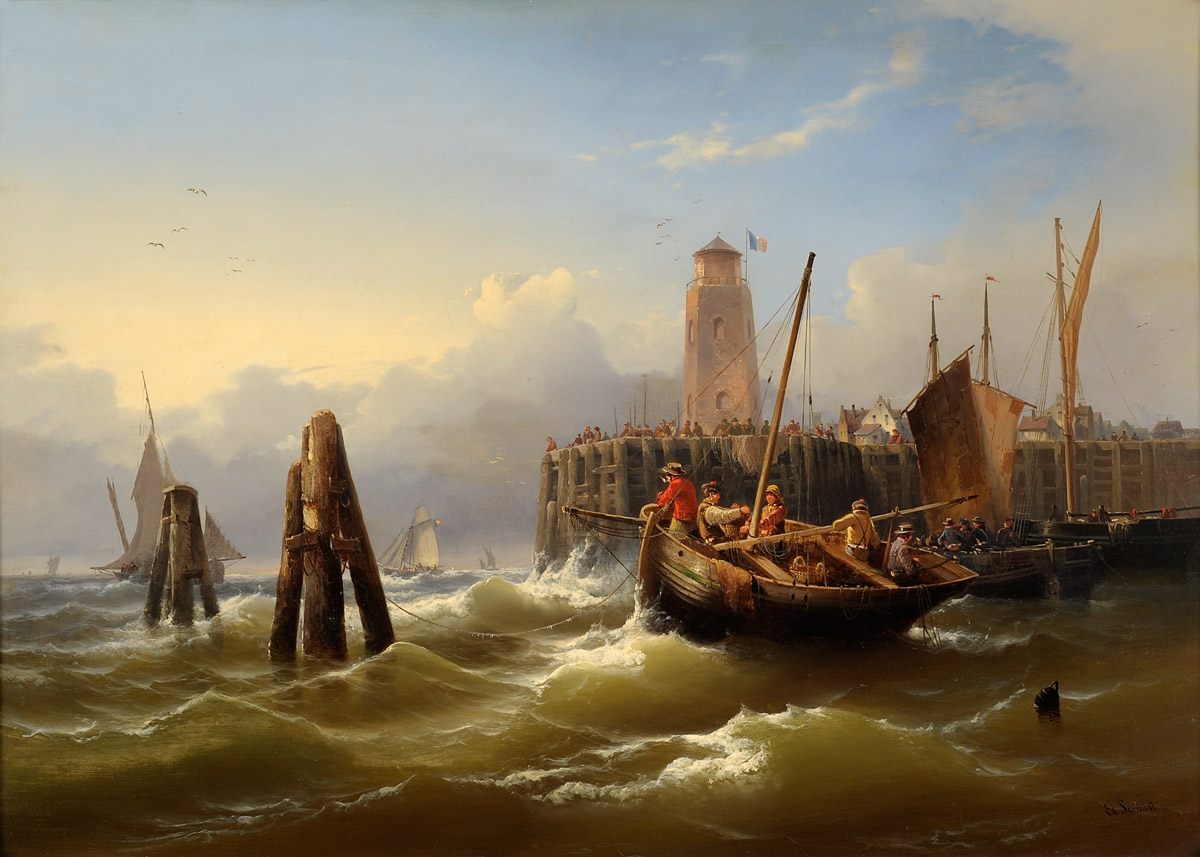
Der Hafen von Dünkirchen

Eduard Schmidt (* 1806 in Berlin; † Mai 1862 ebenda) war ein deutscher Maler des Realismus.

## Leben und Werk
Schmidt erhielt seine Ausbildung als Schüler von Carl Blechen. In Blechens Nachfolge malte er zunächst einige Klosterruinen, mit denen er auf den Berliner Akademie-Ausstellungen 1832, 1834 und 1836 vertreten war. Danach widmete er sich fast ausschließlich der Marinemalerei. Seine Motive fand er an den Küsten von Nord- und Ostsee: in Frankreich (Dünkirchen), in Belgien und den Niederlanden (Ostende, an der Schelde), in England (Sussex, Dover, Gravesend), in Schweden (Malmö) und auf Helgoland.

## Namensgleichheit
Das Allgemeine Lexikon der Bildenden Künstler von der Antike bis zur Gegenwart verzeichnet zwei weitere Maler desselben Namens, nämlich einen Eduard Schmidt (* 1809 in Schweinfurt), einen seit 1839 in Bamberg ansässigen Porträtmaler sowie Eduard Schmidt (* 1885 in Offenbach am Main), der 1936 in Alsbach an der Bergstraße wirkte.